# Adolphe Wouters
Adolphe-François Wouters (Brussel, 28 mei 1849 – Elsene, 16 april 1924) was een Belgisch componist.
Hij was zoon van Petronille Désirée Savarij en musicus François Adolphe Arnould Ghislain Wouters. 
Hij kreeg zijn opleiding aan het Brussels conservatorium. Vanaf 1868 was hij organist van de Onze-Lieve-Vrouw van Finisterraekerk in zijn geboorteplaats; hij was er de opvolger van zijn leermeester Alphonse Mailly. In 1870 volgde een aanstelling van kapelmeester en organist van de Sint-Niklaaskerk aldaar. Vanaf 1871 gaf hij dames les aan het conservatorium waar hij zelf les had gehad. 
Van zijn hand verschenen enkele etudes ter opleiding van zijn leerlingen en het handboek Répertoire du conservatoire de Bruxelles (vingerzettingen etc.). Hij verzorgde ook een nieuwe uitgave van Das wohltemperierte Klavier. Enige bekendheid als componist heeft hij te danken aan drie missen, een Te Deum en een vierstemmig Ave Maria. Zijn Sonate voor piano en viool uit circa 1897 draagt opusnummer 82, maar zoveel werken zijn er van deze componist niet (meer) te traceren, deels omdat een deel van zijn oeuvre verscheen onder pseudoniemen Don Lorenzo of Don Alfonso.
- Biblioteca Nacional de España: XX5532644
- Bibliothèque nationale de France: cb16445187w (data)
- Catàleg d'autoritats de noms i títols de Catalunya: 981058518256906706
- CiNii: DA12296378
- Gemeinsame Normdatei: 138720290
- International Standard Name Identifier: 0000 0004 5954 5769
- Library of Congress Control Number: no00044883
- Nationale Bibliotheek van Letland: 000199480
- Nationale Bibliotheek van Tsjechië: mzk2011632938
- Nationale Bibliotheek van Israël: 987007289434905171
- Nederlandse Thesaurus van Auteursnamen: 135722462
- Virtual International Authority File: 53695120
- WorldCat: E39PCjGJVWpDFCCqw96VrDwqHC